# كلية روضة المعارف الوطنية (القدس)
مدرسة روضة المعارف الوطنية هي مدرسة أسست في القدس بسنة 1906م، على يد الشيخ محمد سليمان الصالح، بالاشتراك مع الشيخ حسن أبو السعود، إسحاق مصطفى درويش وعبد اللطيف الحسيني. أسست المدرسة بالزمن الذي كان به عدد المدارس الرسمية والوطنية قليلا، وطلب العلم كبيرا. وتعتبر أول مدرسة إسلاميّة في القدس مخصصة لتطوير مناهج حديثة تجسّد التوجّهات الثقافيّة والوطنيّة العثمانيّة والإسلاميّة.

## مكان المدرسة
تقع المدرسة في الجهة الشمالية من مسجد قبة الصخرة في القدس القديمة، أما أبنيتها فتؤلف القسم الغربي من الجدار الشمالي لمسجد قبة الصخرة.

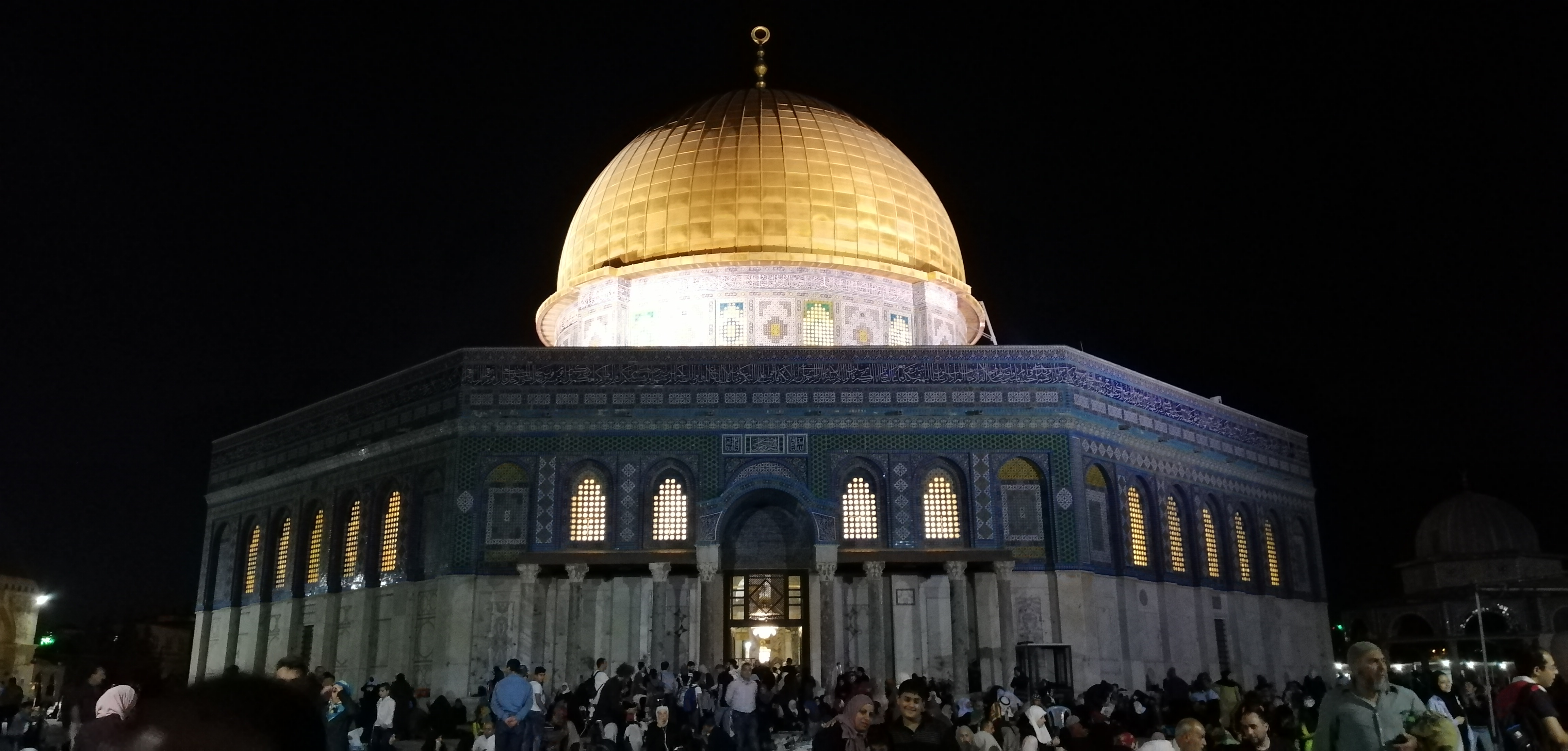
قبة الصخرة

## تاريخ بناياتها
قبل الميلاد، كانت الابنية القديمة لهذه المدرسة قلعة ومقرا لولاة الرمان، لكن الأمير الذي كان نائب غزة والقدس قد أوقفها، وحولها إلى مدرسة حيث أنه قد كان طالبا للعلم، وسميت المدرسة الجاولية، أما في أوائل القرن الخامس عشر الميلادي قصدها نواب القدس لتكون دارا لسكانهم، وفي أوائل القرن السادس عشر ميلادي حولها العثمانيون إلى قشلاق ودار للحكم، وظلت تعرف بالسرايا القديمة حتى بداية الحرب العالمية الاولى.

## مبادرات من أجلها
- اهتم النادي العربي بالمدرسة، حيث أن رئيس النادي الحاج محمد أمين الحسيني كان معلما بها، وتبرع الكثير من أعضاء النادي للتعليم بها.[6]

- بادر المجلس الإسلامي الأعلى لوضع يده على المدرسة بما أنها تعتبر من أملاك الوقف، وأقام لها هيئة إدارية لتقوم بوضع منهاج علمي حديث متقدم للدراسة، مما فتح أبوابا أمام الطلاب، حيث أن ذلك قد أتاح لطلاب الصف الأخير التقدم لإمتحانات الثانوي الفلسطيني، وأتاح للطلاب المتخرجين فرصة للالتحاق بالعديد من الجامعات المرموقة، مثل: جامعات الأقطار العربية، والجامعتين الأمريكيتين في بيروت والقاهرة.[6]

- ألفت لها إدارة المدينة الرياضية البدنية عنايتها الخاصة، فأقامت لها قاعة خاصة مجهزة بشتى صفوف الألعاب والأدوات الرياضية.[6]

## الأساتذة بالمدرسة
كانت المدرسة تحرص على انتقاء مدرسين متفانين في عملهم والمؤهلين من شباب فلسطين وشباب الأقطار العربية للتدريس لمختلف المراحل الدراسية، فقد مر بتاريخ المدرسة نخبة من الأساتذة والمربين ذوي الكفائات والدرجات العلمية الرفيعة.

## التلاميذ بالمدرسة
كانت المدرسة تفخر بطلابها الذين كانوا يأتون لها من معظم المدن والقرى الفلسطينية، وكان من بينهم طلاب من أبناء الشهداء، المجاهدين، الأيتام، والفقراء.

## مما تتألف المدرسة
تألفت المدرسة من مكتبتين ضمتا كلية علمية، أدبية، وتاريخية قديمة وحديثة باللغتين العربية والإنجليزية. وكما أنها شملت مسجدا يؤدي فيه الطلاب صلواتهم، وشعائر دينهم، وقاعة محاضرات كبيرة ذات مسرح تقام عليه المناظرات الخطابية، الأدبية، والشعرية باللغة العربية.
كما أنها تشمل بستانا للأطفال وسبع سنوات ابتدائية وأربع ثانوية، وبالإضافة إلى قسم داخلي بلغ عدد طلابه مئة.

## أحداث مهمة على خشبة مسرحها
بسنة 1935م عقد في قاعة المحاضرات مؤتمر علماء فلسطين الأول، وبسنة 1936م عقد مؤتمر علماء فلسطين الثاني.
ومثلت المسرحيات الوطنية على خشبات مسرحها، ولهذا السبب تعرضت الكلية لغضب سلطات الانتداب البريطاني.

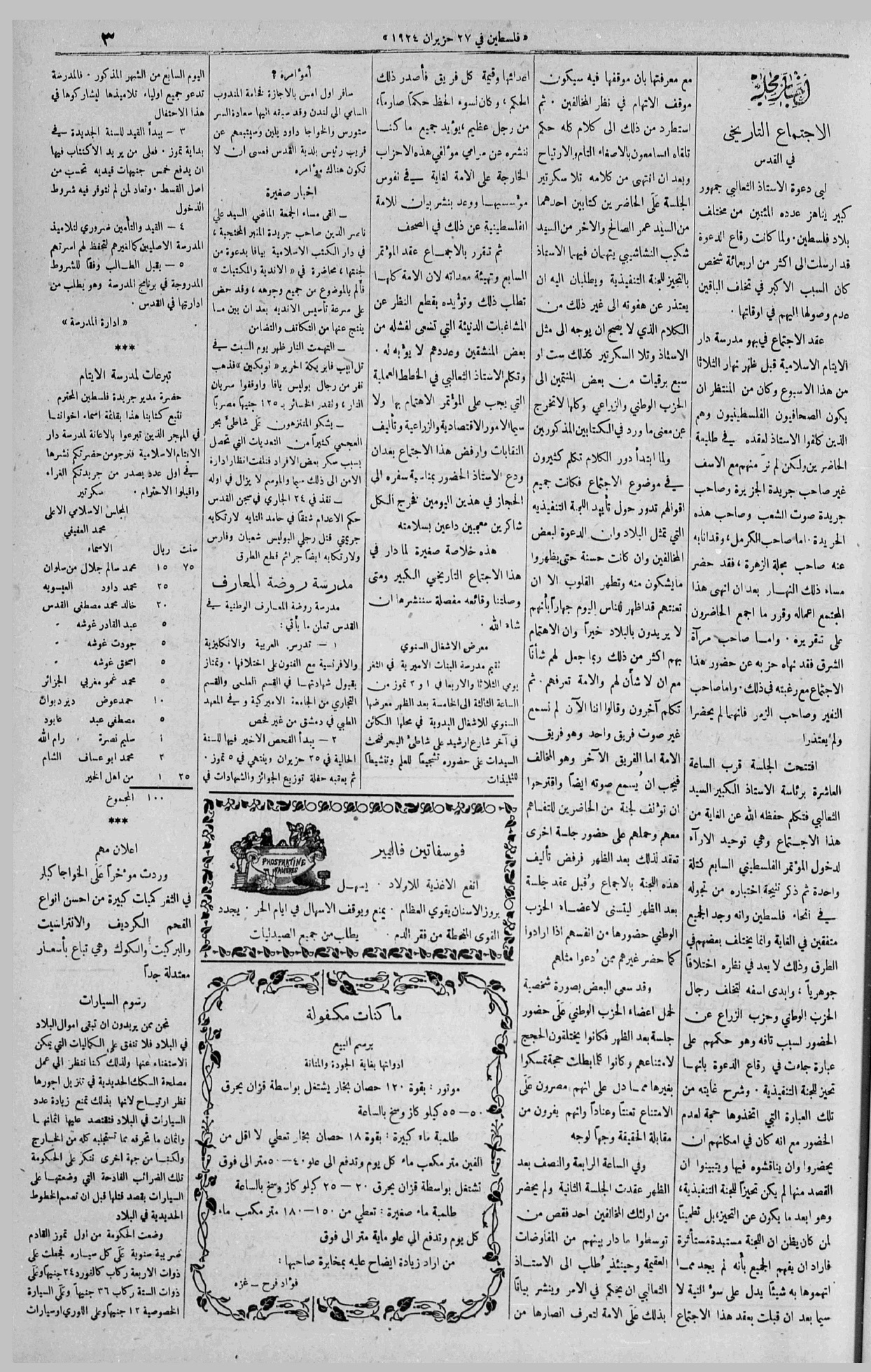
خبر عن كلية روضة المعارف في صحيفة فلسطين 27 حزيران 1924

وأقيم حفل كبير لتأبين الملك فيصل الأول بمناسبة مرور أربعين يوما على وفاته.

## نهاية المدرسة
بسنة 1936م بعام الثورة الفلسطينية، قامت سلطة الانتداب البريطاني بالاستلاء على أبنية المدرسة، وطردت الطلاب، المعلمين، والهيئة التدريسية منها، فإنتقلت المدرسة إلى دار موسى كاظم الحسيني في حي باب الساهرة، تابعت المدرسة مسيرتها حتى النكبة بسنة 1948م فتوقفت حينها عن التدريس.